# Dolby 3D
Dolby 3D (раніше відома як Dolby 3D Digital Cinema) — торгова марка Dolby Laboratories, Inc. Для показу тривимірного кіно в цифрових кінотеатрах. Головна перевага перед конкуруючими системами з пасивними поляризаційними окулярами — в тому, що для показу підійде звичайний екран, — це може зменшити вартість витрат на переклад кінотеатру у формат цифрового 3D.

## Технологія
У проектор, перед лампою, встановлюють синхронізований через контролер спеціальний знімний дисковий фільтр, що обертається, з сегментами, який формує через кадр зображення для кожного ока окремо, яке змішується з допомогою пасивних спектральних окулярів багаторазового користування, видаваних глядачам. Принцип роботи диска досить простий — дві половини кола є фільтрами для зображень лівого і правого ока, при роботі диск обертається з дуже високою швидкістю, забезпечуючи поперемінне перемикання фільтрувальних елементів різних довжин хвиль. На кожному кадрі фільму диск провертається 3 рази, тобто, при стандартній частоті фільму 24 кадри на секунду, він обертається зі швидкістю 3x24x60 = 4320 обертів на хвилину
Технологія, використовувана для створення стереоефекту, називається «візуалізація через хвильове множення» або технологія інтерферентних фільтрації і ліцензована Dolby у німецької компанії Infitec GmbH (скорочення від Interferenzfiltertechnik).

## Технічні подробиці
Весь візуальний спектр може сприйматися людиною через поєднання червоного, зеленого і синього кольорів (RGB)
У фільтрувальному диску є сегменти, які фільтрують світло прожектора на червоний, зелений і синій колір різних довжин хвиль. При цьому червоний колір певної частоти бачить ліве око, а червоний колір іншу частоту — правий (кожне око бачить червоний свого кольору). Те ж саме вірно для зеленого і синього.
Різниця в колірному сприйнятті для лівого і правого ока коригується додатковими фільтрами очок.